# Тёрновка (Московская область)
Тёрновка — деревня в Наро-Фоминском районе Московской области входит в состав городского поселения Наро-Фоминск. Население — 191 чел. (2010), в деревне числятся 12 улиц, 1 переулок и 1 садовое товарищество. До 2006 года Тёрновка входила в состав Ташировского сельского округа.
Тёрновка расположена в центре района на правом берегу безымянного ручья, правого притока Нары, в 2 километрах к северо-западу от Наро-Фоминска, высота центра над уровнем моря 168 м. Ближайшие населённые пункты — Турейка в 1,2 км на северо-запад и Алексеевка в 2 км на юго-запад.

## Население
| 2002 | 2006 | 2010 |
| ---- | ---- | ---- |
| 5    | ↗23  | ↗191 |